# Escut d'Isòvol
L'escut oficial d'Isòvol té el següent blasonament:
Escut caironat: de sinople, una espasa flamejada d'or, guarnida d'argent acostada d'una flor de lis d'argent a la destra i de 2 claus passades en sautor amb les dents a dalt i mirant cap enfora, la d'or en banda per damunt de la d'argent en barra a la sinistra, i acompanyada a la punta d'una faixa ondada d'atzur, rivetada d'argent. Per timbre una corona mural de poble.

## Història
Va ser aprovat el 20 de març de 1990 i publicat al DOGC el 4 d'abril del mateix any amb el número 1276.
L'escut presenta els atributs dels patrons dels tres pobles que formen el municipi (All, Isòvol i Olopte): respectivament, la flor de lis de la Mare de Déu, l'espasa flamejant de sant Miquel i les claus de sant Pere. La faixa ondada del peu simbolitza el Segre, les aigües del qual transcorren pel municipi.